# Liberaci dal male (film 2020)
Liberaci dal male (다만 악에서 구하소서?, Daman ageseo guhasoseoLR; noto anche con il titolo internazionale Deliver Us from Evil) è un film del 2020 scritto e diretto da Hong Won-chan.

## Trama
In-nam è un sicario che si trova a doversi occupare del rapimento di Yoo-min, la figlia di un suo conoscente che poi viene ucciso. Per salvare la bambina, In-nam intraprende un viaggio che lo porta in Thailandia, dove dovrà scontrarsi con i membri di alcune gang locali, e in particolare con quella capeggiata dal perfido Ray.

## Distribuzione
In Corea del Sud la pellicola è stata distribuita dalla CJ Entertainment a partire dal 5 agosto 2020. In Italia i diritti dell'opera sono stati acquisiti da Eagle Pictures, mediante la propria etichetta Blue Swan, che ha effettuato la distribuzione nel 2022: il film è stato pubblicato nell'aprile dell'anno su Prime Video.